# Mick Staton

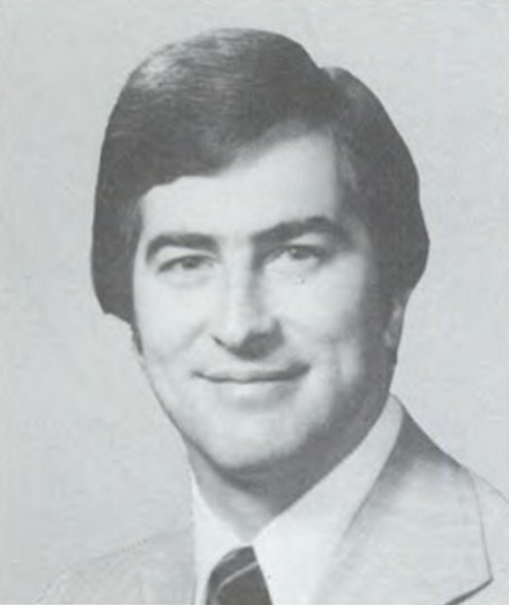
Mick Staton

David Michael „Mick“ Staton (* 11. Februar 1940 in Parkersburg, West Virginia; † 14. April 2014 in Winchester, Virginia) war ein US-amerikanischer Politiker. Zwischen 1981 und 1983 vertrat er den dritten Wahlbezirk des Bundesstaates West Virginia im US-Repräsentantenhaus.

## Werdegang
Mick Staton besuchte die öffentlichen Schulen seiner Heimat einschließlich der Parkersburg High School, die er im Jahr 1958 abschloss. Zwischen 1961 und 1963 studierte er am Concord College in Athens. Von 1957 bis 1965 war er Mitglied der Reserve der US Army (United States Army National Guard). In den folgenden Jahren arbeitete Staton unter anderem in der Datenverarbeitung. Von 1972 bis 1980 war er Vizepräsident der Kanawha Valley Bank in Charleston, der Hauptstadt von West Virginia.
Politisch schloss sich Staton der Republikanischen Partei an. Zwischen 1976 und 1980 nahm er als Delegierter an deren regionalen Parteitagen in West Virginia teil. Im Jahr 1980 war er ebenfalls Delegierter zur Republican National Convention in Detroit, auf der Ronald Reagan als Präsidentschaftskandidat der Partei nominiert wurde. 1978 kandidierte er noch erfolglos für den Kongress.
Zwei Jahre später wurde Staton dann im dritten Distrikt von West Virginia in das US-Repräsentantenhaus in Washington gewählt, wo er am 3. Januar 1981 die Nachfolge des Demokraten John G. Hutchinson antrat. Da er bei den Wahlen des Jahres 1982 gegen Bob Wise verlor, konnte er bis zum 3. Januar 1983 nur eine Legislaturperiode im Kongress absolvieren. Nach dieser Zeit war Staton von 1984 bis 1990 politischer Berater der US-Handelskammer. Zuletzt lebte er in Inwood (West Virginia).